# Wołycia (obwód rówieński)
Wołycia (ukr. Волиця) – wieś na Ukrainie, w obwodzie rówieńskim, w rejonie kostopolskim. W 2001 roku liczyła 211 mieszkańców.
Do 1946 roku miejscowość nosiła nazwę Wólka (ukr. Вілька, Wilka).